# One Heart
One Heart (en español: Un Corazón) es un álbum de la cantante canadiense Céline Dion, lanzado el 24 de marzo de 2003. Es su décimo álbum en inglés y 29 en total.

## Información del álbum
El lanzamiento de este álbum marco el comienzo del show "A New Day...", una presentación de Dion en el Coliseo del Caesars Palace en Las Vegas.
"I Drove All Night" fue escogida como el primer sencillo del álbum. La versión original de la canción fue grabada por Cyndi Lauper en 1989. La versión de Celine fue un hit, alcanzando el número 1 en Canadá, Bélgica y Suecia
Aunque "Have You Ever Been in Love" fue incluida en el álbum anterior de Celine, "A New Day Has Come", fue lanzada como el segundo sencillo del álbum en Estados Unidos y el tercero en otros países. La canción "One Heart" promocionó el álbum por fuera de Estados Unidos. También hubo dos lanzamientos para radio a finales del 2003: "Stand By Your Side" (Estados Unidos) y "Faith" (Canadá).
Una canción llamada "Reveal" fue escrita por Cathy Dennis, la misma que escribió "Toxic" de Britney Spears y "Can't Get you out of My Head" de Kylie Minogue entre otras. La última canción llamada "Je t'aime encore" fue grabada en francés e incluida en el próximo álbum de Celine, 1 fille & 4 types.
En Estados Unidos, "I Drove All Night," "Have You Ever Been in Love," "One Heart," y "Love Is All We Need", fueron usadas entre 2003 y 2004 en una campaña de DaimlerChrysler.
Gracias a One Heart, Celine Dion ganó un American Music Award de Artista Favorito en noviembre de 2003.
En junio de 2004, un DVD llamado One Year...One Heart fue incluido en algunas ediciones de A New Day...Live in Las Vegas, el cual contenía la grabación de "I Drove All Night" y "Have You Ever Been in Love", además del making of del video de "One Heart", entre otras cosas.

## Éxito en las listas
La IFPI reveló que One Heart fue el décimo álbum más vendido de 2003. Vendió 7.5 millones de copias en total.
El álbum vendió 431.657 copias en Estados Unidos durande la primera semana. Debutó en número 2 y bajo al número 4 a la siguiente semana. A la fecha, One Heart ha vendido 2 millones de copias en Estados Unidos. En Canadá el álbum debutó en número 1 con 97000 copias vendidas, siendo el octavo número 1 de Celine en su país nativo, pero bajo al número 2 a la siguiente semana con 37000 copias. Duró 34 semanas en lista, obteniendo triple platino por más de 300000 copias vendidas.
En Francia, debutó en número 1, el décimo número 1 de Celine allá, y duró 2 semanas ahí y 29 semanas en la lista; obtuvo platino por más de 300000 copias. El álbum alcanzó el número 1 por 2 semanas en Bélgica y Dinamarca, y una semana en Suiza, Grecia y Estonia.

## Lista de canciones
1. "I Drove All Night" (Billy Steinberg, Tom Kelly) – 4:00
2. "Love Is All We Need" (Max Martin, Rami) – 3:50
3. "Faith" (Martin, Rami) – 3:43
4. "In His Touch" (Martin, Rami) – 3:54
5. "One Heart" (John Shanks, Kara DioGuardi) – 3:24
6. "Stand by Your Side" (Paul Berry, Mark Taylor) – 3:33
7. "Naked" (Bagge & Peer|Anders Bagge, Bagge & Peer|Peer Astrom, Troy Verges) – 3:40
8. "Sorry for Love" (2003 version) (DioGuardi, Bagge, Astrom, Arnthor Birgisson) – 4:27
9. "Have You Ever Been in Love" (Bagge, Astrom, Thomas Nichols, Daryl Hall, Laila Bagge) – 4:08
10. "Reveal" (Cathy Dennis, Greg Wells) – 4:11
11. "Coulda Woulda Shoulda" (Kristian Lundin, Andreas Carlsson) – 3:27
12. "Forget Me Not" (Guy Roche, Shelly Peiken) – 4:07
13. "I Know What Love Is" (Ric Wak], Arnie Roman) – 4:29
14. "Je t'aime encore" (Jean-Jacques Goldman, J. Kapler) – 3:24

## Listas
| Lista                              | Máxima posición | Certificación | Ventas    |
| ---------------------------------- | --------------- | ------------- | --------- |
| Alemania                           | 6               | Oro           | 100,000   |
| Argentina                          | 2               |               |           |
| Australia                          | 6               | Platino       | 70,000    |
| Austria                            | 5               | Oro           | 15,000    |
| Bélgica                            | 1               | Platino       | 50,000    |
| Bélgica (Wallonia)                 | 3               | Platino       | 50,000    |
| Canadá                             | 1               | 3x platino    | 300,000   |
| Dinamarca                          | 1               | Platino       | 50,000    |
| España                             | 3               | Oro           | 50,000    |
| Estonia                            | 1               |               |           |
| Europa                             | 2               | Platino       | 1,000,000 |
| Finlandia                          | 3               | Oro           | 20,000    |
| Francia                            | 1               | Platino       | 300,000   |
| Grecia                             | 1               | Oro2          | 40,000    |
| Holanda                            | 3               |               | 85,0001   |
| Hungría                            | 14              |               |           |
| Irlanda                            | 10              |               |           |
| Italia                             | 3               | Platino       | 130,000   |
| Japón                              | 27              |               | 50,000    |
| Noruega                            | 2               | Oro           | 20,000    |
| Nueva Zelanda                      | 7               | Platino       | 15,000    |
| Polonia                            | 5               |               |           |
| Portugal                           | 3               | Plata         | 10,000    |
| Reino Unido                        | 4               | Oro           | 205,000   |
| República Checa                    | 13              |               |           |
| Sudáfrica                          | 1               |               |           |
| Suecia                             | 3               | Oro           | 30,000    |
| Suiza                              | 1               | Platino       | 40,000    |
| U.S. Billboard 200                 | 2               | 2x platino    | 2,000,000 |
| U.S. Billboard Top Internet Albums | 2               | 2x platino    | 2,000,000 |

1 debió ser Platino (80,000)

2 debió ser Platino(40,000)

3 debió ser Platino(30,000)

## Premios
| Año  | Premio                | Categoría                                |
| ---- | --------------------- | ---------------------------------------- |
| 2003 | American Music Awards | Artista Favorito – Adulto Contemporáneo  |
| 2004 | Dragon Awards         | Artista Femenina del Año – Internacional |

## Lanzamientos
| Región        | Fecha               | Discográfica | Formato | Catálogo |
| ------------- | ------------------- | ------------ | ------- | -------- |
| Europa        | 24 de marzo de 2003 | Columbia     | CD      | 5108772  |
| Norteamérica  | 25 de marzo de 2003 | Epic         | CD      | 87185    |
| Corea del Sur | 25 de marzo de 2003 | Columbia     | CD      | CPK-2878 |
| Japón         | 26 de marzo de 2003 | Epic         | CD      | EICP-200 |
| Australia     | 28 de marzo de 2003 | Epic         | CD      | 5108772  |